# Acianthera heteropetala
Acianthera heteropetala é uma espécie de orquídea (Orchidaceae) que existe no Equador, antigamente subordinada ao gênero Pleurothallis.

## Publicação e sinônimos
- Acianthera heteropetala (Luer) Pridgeon & M.W.Chase, Lindleyana 16: 244 (2001).

Sinônimos homotípicos:
- Pleurothallis heteropetala Luer, Selbyana 3: 118 (1976).